# Christian Streffer
Christian Streffer (* 5. Juli 1934 in Schneidemühl, Provinz Grenzmark Posen-Westpreußen) ist ein deutscher Emeritus für Strahlenbiologie.

## Leben
Streffer besuchte die Lauenburgische Gelehrtenschule in Ratzeburg. Nach dem Abitur (1954) begann er an der Rheinischen Friedrich-Wilhelms-Universität und der Eberhard Karls Universität Tübingen Chemie und Biochemie zu studieren. Er wurde im Corps Saxonia Jena et Bonn zu Bonn (1954) und im Corps Borussia Tübingen (1955) aktiv. Als Inaktiver wechselte er an die Ludwig-Maximilians-Universität München, die Universität Hamburg und die Albert-Ludwigs-Universität Freiburg. Seit Dezember 1959 Diplomchemiker, wurde er im Januar 1963 in Freiburg zum Dr. rer. nat. promoviert. Nach einem Forschungsaufenthalt am Department of Biochemistry der Universität Oxford bei dem Nobelpreisträger Sir Hans Adolf Krebs arbeitete er am Radiologischen Institut der Universität Freiburg als wissenschaftlicher Assistent und Oberassistent. Im Jahr 1967 habilitierte er sich für Molekulare Strahlenbiologie. Er wurde Wissenschaftlicher Rat und Professor für Strahlenbiologie am Radiologischen Institut der Albert-Ludwigs-Universität. Im Jahr 1974 wurde er von der Universität-Gesamthochschule Essen auf den Lehrstuhl für Medizinische Strahlenbiologie berufen. Als Direktor leitete er das Institut am Universitätsklinikum Essen über 25 Jahre. Er war in den Jahren 1976/77 und von 1981 bis 1983 Dekan der Fakultät für Theoretische Medizin und in den Jahren 1988 bis 1992 Rektor der Universität Essen. Im Jahr 1999 wurde er emeritiert.
In den Jahren 1996 bis 2006 war er auch Direktor der Abteilung für ethische Fragen von Naturwissenschaft und Technik im Institut für Wissenschaft und Ethik, einem An-Institut der Universitäten Bonn und Duisburg-Essen. Seit 2008 ist er Emeritus Member der Main Commission, International Commission for Radiological Protection, ICRP. Daneben war er als Gutachter zum Strahlenrisiko für die Bundesregierung, Landesregierungen, Sozialgerichte und Berufsgenossenschaften tätig sowie „Overseas Expert“ für die Japanische Regierung im Zusammenhang mit dem Reaktorunfall in Fukushima.
Ehrenamtliche nicht-wissenschaftliche Tätigkeiten: Mitglied im Vorstand der DRK-Schwesternschaft Essen (1988–2013); Vorsitzender des Aufsichtsrates des Evangelischen Krankenhauses Essen-Werden (1992–2013).
Er war Leiter verschiedener interdisziplinärer Projektgruppen und Erstautor bei der Publikation dieser Projekte; u. a.
- Environmental Standards: Combined Exposures and their Effects on Human Beings and their Environment (2003)
- Low Dose Exposures in the Environment: Dose-Effect Relations and Risk Evaluation (2004)
- Ethische Probleme einer langfristigen globalen Energieversorgung (2005)
- Radioactive Waste – Technical and Normative Aspects of its Disposal (2011)

Streffer war Gastprofessor an der University of Rochester und der Universität Kyōto.

### Wissenschaftliche Arbeitsgebiete
Strahlenrisiko des Menschen insbesondere während der pränatalen Entwicklung; Untersuchungen der genomischen Instabilität, von Chromosomenveränderungen und biochemischer Systeme nach Bestrahlung. Experimentelle Tumortherapie mit ionisierenden Strahlen (Röntgenstrahlen, Neutronen). Fragen des Strahlenschutzes und der Bewertung des Strahlenrisikos einschließlich ethischer Fragen. Bewertung des Risikos nach Bestrahlung und gleichzeitiger Einwirkung toxischer Substanzen.

### Kommissionsarbeit
Strahlenschutzkommission der Bundesregierung (Vorsitz 1984/85 und 1993–1995), Internationale Kommission für Strahlenschutz (ICRP, Mitglied der Hauptkommission und Chairman des Committee 2 bis 30. Juni 2007, vorher Mitglied von Committee 1, seit 2008 Emeritus Member der ICRPP Main Commission), Wissenschaftliches Komitee der Vereinten Nationen für Wirkungen ionisierender Strahlen (UNSCEAR), Leiter der Deutschen Delegation bis 2006. Vorstandsarbeit in einer Reihe wissenschaftlicher Gesellschaften. In den Jahren 1994 und 1995 war er Präsident der European Society for Radiation Biology.

## Ehrungen
- Holthusen-Ring der Deutschen Röntgen-Gesellschaft (1973)
- Röntgen-Plakette der Stadt Remscheid (1985)
- Verdienstorden der Bundesrepublik Deutschland, Verdienstkreuz am Bande (1985)
- Bundesverdienstkreuz 1. Klasse (1994)
- Dr. med. h. c. der Universität Kyōto (1995)
- Bacq and Alexander Award der European Society for Radiation Research (1996)[2]

- Ehrenmitgliedschaft der Schweizerischen Gesellschaft für Strahlenbiologie und Medizinische Physik (1998)[3]

- Marie-Sklodowska-Curie Medal of the Polish Society for Radiation Research (2001)
- Friedrich-Dessauer Medaille der Deutschen Association for Radiological Protection (2002)
- Ehrenpräsident der European Society for Radiation Biology (2002–2008)
- Hanns-Langendorff-Medaille (2007)[4]
- Sievert Award der International Radiological Protection Association (2008)
- Ulrich Hagen Medaille der Gesellschaft für biologische Strahlenforschung (2009)
- Distinguished Service Award of the Radiation Research Society, USA (2009)
- Kronenkreuz in Gold der Diakonie Deutschland (2013)
- Ehrenzeichen des Deutschen Roten Kreuzes (2014)
- Ehrenmitglied verschiedener wissenschaftlicher Gesellschaften